# Crieff
Crieff este un oraș cu 6.759 loc. (în 2001) fiind al doilea oraș ca mărime în regiunea Perth and Kinross, Scoția. El este în primul rând un târg, iar în ultimul timp a devenit un centru turistic. În continuare are aici loc un târg de vite.

## Personalități marcante
- Ewan McGregor, actor, scriitor